# 亞納奧爾霍山 (林巴尼區)
14°17′55″S 69°46′12″W / 14.29861°S 69.77000°W
亞納奧爾霍山（Yana Urqu），是秘魯的山峰，位於該國東南部普諾大區，由桑迪亞省的林巴尼區負責管轄，屬於安地斯山脈的一部分，海拔高度5,000米。